# Квинт Аврелий Симмах (консул 446 года)
Квинт Аврелий Симмах (лат. Quintus Aurelius Symmachus) — аристократ Западной Римской империи, назначенный консулом совместно с полководцем Флавием Аэцием в 446 году.

## Биография
Член рода Аврелиев Симмахов. Вероятно, он был сыном Квинта Фабия Меммия Симмаха (и, следовательно, внуком оратора Квинта Аврелия Симмаха), и отцом Квинта Аврелия Меммия Симмаха. Он также может быть Симмахом, которому Макробий посвятил свою работу De differentiis vel societatibus graeci latinique verbi.